# 前田康子
前田 康子（まえだ やすこ、1966年7月30日 - ）は、日本の歌人。「塔」短歌会所属（「選者」2015年より）。夫は塔短歌会主宰の吉川宏志 。
息子は、映画監督の吉川鮎太。

## 経歴
兵庫県伊丹市生まれ。武庫川女子大学卒業。1987年、塔短歌会入会。同時に京都大学短歌会に入会し、吉川宏志、梅内美華子、田中雅子、大山令彦らと活動する。2012年、第四歌集『黄あやめの頃』（2011年、砂子屋書房）にて日本歌人クラブ近畿ブロック優良歌集賞を受賞。2018年、第五歌集『窓の匂い』（2018年、青磁社）にて第5回佐藤佐太郎短歌賞を受賞。第六歌集『おかえり、いってらっしゃい』（2022年、現代短歌社）

## 著書
- 第一歌集『ねむそうな木』ながらみ書房、1996年
- アンソロジー『現代短歌最前線　下巻』北溟社、2001年
- 第二歌集『キンノエノコロ』砂子屋書房、2002年
- 第三歌集『色水』青磁社、2006年
- 第四歌集『黄あやめの頃』砂子屋書房、2011年
- 第五歌集『窓の匂い』青磁社、2018年
- 現代短歌文庫『前田康子歌集』砂子屋書房、2018年